# Diego Farias
Diego Farias da Silva (* 10. Mai 1990 in Sorocaba) ist ein brasilianisch-italienischer Fußballspieler.

## Karriere
Farias begann seine Laufbahn in der Jugend von Chievo Verona. Von 2008 bis 2015 hatte er dort einen Profivertrag, kam jedoch in keinem Ligaspiel zum Einsatz. Ab 2009 hatte er mehrere Leihstationen. Bis 2010 spielte er für Hellas Verona, 2011 für Foggia Calcio und von 2011 bis 2012 für Nocerina Calcio. Von 2012 bis 2013 war er an Calcio Padova ausgeliehen, danach für ein Jahr an Sassuolo Calcio. Seit 2014 spielte er bei Cagliari Calcio, das erste Jahr noch auf Leihbasis. Im Sommer 2015 wechselte er dann für eine Ablösesumme von 1,25 Millionen Euro fest zum sardischen Club. Am 4. August 2017 gab der Verein bekannt, dass der Vertrag mit Farias bis 2021 verlängert wurde. Nach einer Leihe an den FC Empoli Anfang des Jahres 2019, erfolgte eine weitere im August an den US Lecce. Auch nach Beendigung dieser kehrte Farias nicht zu Cagliari zurück. Es schloss sich in einer weiteren Leihe im September 2020 dem Erstligisten Spezia Calcio an. Nach seiner Rückkehr absolvierte er noch vier Ligapartien für Cagliari, ehe er im Januar 2022 zu Benevento Calcio wechselte.